# Cantón de Trèves
El cantón de Trèves era una división administrativa francesa, que estaba situada en el departamento de Gard y la región de Languedoc-Rosellón.

## Composición
El cantón estaba formado por seis comunas:
- Causse-Bégon
- Dourbies
- Lanuéjols
- Revens
- Saint-Sauveur-Camprieu
- Trèves

## Supresión del cantón de Trèves
En aplicación del Decreto n.º 2014-232 de 24 de febrero de 2014, el cantón de Trèves fue suprimido el 22 de marzo de 2015 y sus 7 comunas pasaron a formar parte del nuevo cantón de Le Vigan.